# 春麗
春麗（チュン・リー、Chun-Li、正体字：春麗、簡体字：春丽、拼音: Chūn Lì）は、カプコンが開発・販売している対戦型格闘ゲーム『ストリートファイター』シリーズに登場する架空の人物。作品によってはカタカナで「チュンリー」とも表記される。

## 概要
『ストリートファイターII』（以下『ストII』と表記）で初登場し、以降の『ストリートファイター』シリーズ、およびVS.シリーズなどのクロスオーバー作品においてほぼ全ての作品に登場している。キャラクターデザインはあきまん。
対戦型格闘ゲーム初の女性プレイヤーキャラクターであり、後に数多く登場した対戦型格闘ゲームの女性プレイヤーキャラクターの開祖でもある。
春麗のストーリーは『ストII』シリーズおよび『ストリートファイターZERO』（以下『ZERO』と表記）シリーズを通じて黒幕として登場する犯罪組織「シャドルー」と密接に関係しており、また数少ない女性ファイターとして「華」の役割を期待されることもあり、アニメ化をはじめとするメディアミックス作品群では主役級の役割を与えられることが多かった。
1999年には、中央アフリカ共和国で発行された切手のデザインになった。ゲームのキャラクターが切手のデザインになったのは、世界でも初めてのことである。
2006年10月31日にカプコンは米国映画製作配給会社であるハイドパーク社と共同映画制作会社を設立、春麗を主人公にした実写映画『Street Fighter: The Legend of Chun-Li』の製作を発表した。2009年2月28日公開。演じるのはクリスティン・クルック。

## キャラクターの設定
中国代表の格闘家。インターポールの刑事（麻薬捜査官）で、ベガを首領とする犯罪組織「シャドルー」専任の捜査官であり、国際公務員である。謎の失踪を遂げた父親を追う一方で、シャドルー捜査の任務を遂行する。シャドルー壊滅後は、刑事を辞め、一時戦いの場から退いていたが、あるとき世界各地で格闘家が失踪する事件が相次ぎ、その陰に崩壊したはずのシャドルーの存在を感じ取ったことから戦いの場に舞い戻る。その後、数年間は平和な暮らしを過ごしていたが、クンフー教室で教えていた生徒が行方不明になったことを機に、再びストリートファイトを始めている。
二つのシニヨン（通称：お団子）と鍛え上げられた脚線美が特徴。主に蹴り技を得意とし、これは同じく中国拳法の達人であった父から教わったものである。「百裂脚（百裂キック）」と「回転的鶴脚蹴（スピニングバードキック）」の時にバランスをとりやすくするため、両腕にはトゲ付きの重い腕輪が付けられている（製作側の理由としては腕の位置を視認しやすくするために追加した）。
ほとんどの出演作品ではチャイナドレスを基調としたデザインの格闘服を着ており、『ZERO』シリーズのみ身体に密着したジャージのような服装になっている。『ZERO2』以降はゲーム上の性能に若干の差異を持たせたキャラクターとしてチャイナドレスタイプも選べるように配慮がされている。『X-MEN VS. STREET FIGHTER』などでは逆に隠しコスチュームとして、このジャージ姿が用意されている。なお、『ストリートファイターIV』（以下『ストIV』と表記）ではアレンジコスチュームとして、従来と違い太腿を露出した黒いチャイナドレスの他、京劇を意識したチャイナドレスが用意されている。『ストリートファイターV』（以下『ストV』と表記）では『ストIV』での前述の黒のチャイナドレスを踏襲しているが、髪型がロングヘアーに変わっている。『ストV』ディレクターの中山貴之は、様々な衣装のアイデアが出たがオリジナルの素晴らしさが引き立っただけという結果になり、没デザインは一部のアレンジコスチュームで再現したと語っている。
春麗のコスチュームの色は青だが、アーケード版『ストII』でのキャラクターセレクト画面ではオレンジ色になっている。これは他ハードへの移植版で青に修正されている。あきまんは「潜入捜査官なので『ストII』の時点で8色のカラーバリエーションが考えられていたが、リリースに間に合わず実装できたのは『スーパーストリートファイターII』だった」と語っている。
『ZERO』での年齢は18歳とされているが、開発スタッフによると『ZERO』シリーズは『ストII』シリーズのパラレルワールド的な世界とされていて、生年月日も設定されていない。
プロフィールの「好きな物」にクレープ、フルーツ類とあるが、しばしば「グレープフルーツ類」と混同される。『ゲームセンターCX』でも春麗のプロフィールとして「好きな物・グレープフルーツ類」と放送された。
『MARVEL VS. CAPCOM CLASH OF SUPER HEROES』（以下『MARVEL VS. CAPCOM』と表記）には、通常の春麗のほかに春麗がシャドルーによって改造された姿である「シャドウレディ」が隠しキャラクターとして登場する。ミサイルにレーザー、電撃など春麗にくらべ大きな改造がなされている。ただし、正義の味方としての一面は健在。
キャラクターデザインを担当したあきまんは『ストII』に春麗を登場させたことについて、「『イー・アル・カンフー』など、当時は「中国娘」はいないといけない感じだった」と説明している。『ファイナルファイト』をプレイする所を見に行ったらカップルで2人プレイで遊んでいる姿を見て「女性でもゲームをやる」という考えに至り、さらに異種格闘技には本来居るはずのない女性を入れることでエンターテイメント性を見出せると考え、普段ゲームをしない女性にも気軽にプレイできるように女性キャラを作るという考えから、企画の段階から「8人のうち1人は女性にする」といったあきまんの要望で製作されることとなった。当初は『幻魔大戦』に登場するタオをイメージして小柄なキャラクターとして作られていたが、デザインしていくうちに大きくなっていき、服装もタオのようにすその広いズボンだったがデザイン性が薄かったため足を露出させ、女子プロレスラーのような「ニセカンフー少女」のイメージにしていったという。インタビューでは『ストライダー飛竜』に登場する東風がモデルではないかと質問されることが多く、そのたびに否定しているが、後年になってあきまんは「影響はあると思う」と述懐している。

### 人物

奈良県橿原市にある「春麗」をデザインしたマンホールの蓋

『ストII』シリーズでの春麗は気の強い高慢な性格として描かれているが、『ZERO』シリーズを経て芯のしっかりした女性というキャラクターが確立されていき、30代となった『ストリートファイターIII 3rd STRIKE』（以下『ストIII 3rd』と表記）では落ち着いた雰囲気の大人の女性として登場している。年齢設定を問わず、勝利後には跳び上がってはしゃぐ一面も持っている。刑事としての側面が強調された『ZERO』以降の作品では、犯罪を許さない毅然とした態度も見られるようになる。また、幼い頃からブルース・リーの大ファンで、部屋には彼のポスターが貼ってある。
『ストリートファイターII MOVIE』でははしゃぐ一面がより描かれ、劇中そのような振る舞いをガイルとの対面時に見せているが、西村キヌは「イメージが違う」といった理由から、これを酷評している。
『ZERO3』ではダンをシャドルー配下の格闘家と勘違いして一方的に勝負を挑み、負けてしまうと捜査官に暴行をした、という理由で逮捕しようとするなど捜査官としては横暴な面も見られる。
『ストV』ではニューヨークの捜査中にシャドルー四天王を見かけるとガイルの制止を振り払ってベガに挑んで殺されかけるなど冷静さを失う場面もある。
五歳の時、父親と広州の劇場で見た京劇が、中国拳法の修行を始めたきっかけとなった。彼女は幼少で京劇の内容などは理解できなかったが、俳優たちの華麗な動きが強烈な印象として残っていた。その光景が忘れられず、みようみまねで試してみたという。その美しい動きは、毎朝武術の鍛練に励む父親の動きにも似通った点があることに気づき、自分にも教えてほしいと願い出たのが事の始まりとなる。
15歳の時、基本功の延長として散打を行うようになり、より実用性が加わっていく。特に「蹴り」を得意としており、現在の彼女の基本スタイルはこの頃に確立されている。
元々身軽だった彼女は父親や仲間との修行にも引けを取ることがなかった。その肉体的な成長を過不足なく利用し、独自に開発した技を素早さにプラスしていた。彼女の父親は中国でも十指に入ると言われた腕利きの麻薬捜査官だった。ある特命を受けて海外へ飛んだ彼は消息を絶ってしまった。突然の父の行方不明は、彼女の明るかった性格を一転させてもおかしくはなかったが、持ち前の気の強さからか、そんな素振りは一切見せなかった。そして、父の捜査を公の機関には任せておけないと、自ら刑事に志願した。
刑事として犯罪を追う一方で、普通の女の子としての生活に憧れる一面も持っている。『ストII』シリーズのエンディングでは「普通の女の子」として普段着の春麗が見られ、『X-MEN VS. STREET FIGHTER』のローグのエンディングではどうすれば「普通の女の子」になれるものかとローグと二人で悩む。『スーパーストリートファイターII』（以下『スパII』と表記）以降の『ストII』シリーズではプレイヤーの選択によってはエンディングでボーイフレンドらしき男性とデートするシーンがあるが、絡んできたチンピラを軽くあしらう春麗にボーイフレンドは怯えきっている。スタッフいわく「単に春麗がデートというものをしてみたかっただけ」とも。『スパII』や『ZERO』シリーズの世界観などの設定を担当した村田治生は「春麗とリュウの仲についてよく聞かれるが、カップルになることはない。恋愛感情は生まれるかもしれないが、ゲーム上で表現することはない」と語っている。あきまんは常に春麗には相手がいると思っており、『スパII』のエンディングのようにデートも行うし結婚も考えているだろうと語っている。『ストリートファイターIV オリジナルアニメーションfeat. 春麗』では『ストII』の後「普通の女の子」に戻った春麗が描かれており、私服（『ストII』エンディング時の服装）で旅行を楽しむ姿や、Tシャツにエプロン姿で下町の大衆食堂で働く姿を見せている。『タツノコ VS. CAPCOM CROSS GENERATION OF HEROES』（以下『タツノコ VS. CAPCOM』と表記）では白鳥のジュンのエンディングで私服姿の春麗が登場し、ジュン、ロール（『ULTIMATE ALL-STARS』ではサキ、ヤッターマン2号も参加）と一緒に「第一回『普通の女の子になるために』会議」なるものを開くが、なかなか話が進まない。
彼女の父親の名前は『ストV』公式サイトの「シャドルー格闘家研究所」の「キャラ図鑑」にて「銅昴（どうらい）」だと判明し、詳細なプロフィールも明かされている。

### 名前
開発時の名称は「中国娘」および「智麗」。『ストII』で企画を担当した西谷亮によると、武術系の雑誌で「智麗」という名前を見つけたが、読み方が分からず「チュンリー」と呼び、そこから「春麗」という当て字を作ったという。
春麗の名字については一貫した公式設定はない。『ストリートファイター』シリーズのゲーム本編で春麗の名字が語られたことはなく、小説やドラマCDなど各種派生作品ではそれぞれ異なる名字の設定（「楓」、「王」など。「春」が苗字という設定も）がなされている。1994年に公開されたハリウッド映画版『ストリートファイター』ではChun-Li Zang（チュンリー・ザン、臧 春麗）というフルネームの設定があったが、この作品での春麗はゲーム本編とは大きく設定が異なっている。『X-MEN VS. STREET FIGHTER』ではエンディングでプロフェッサーXから「ミス・リー」と呼ばれている。春麗が主人公となった2009年版のハリウッド映画『ストリートファイター ザ・レジェンド・オブ・チュンリー』では明言されていないが、父の墓石に刻まれた苗字が「黄」となっている。
『ストII』がスーパーファミコンに初移植された時期のゲーム雑誌には名前のルビがふられておらず、一面広告のキャッチコピーには「リュウが飛ぶ、ケンがうなる、『シュンレイ』が舞う」といった読み方があった。

### 他のキャラクターとの関係
香港警察の警察官だった春麗の父は中国拳法の達人であり、香港警察の中では特に「蹴りの名手」として知られていた。ゲーム本編では姿を見せていないが、色々なメディアでは口ひげにオールバックという風貌で描かれている。前述の「銅昴」もこの風貌で描かれている。
春麗の通常技の中でしゃがみ状態から出す強キックが初代『ストリートファイター』の頃の元が使う技と同一であり、技名も「元伝暗殺蹴」と設定されている（特に『ストIII 3rd』のものは構えまで似ているが、同作では技名は「龍顎脚（リュウガクキャク）」となっている）。そのために元との関係が初期から囁かれていた。後に『ZERO2』における会話シーンで春麗と元には面識がないことが判明する。また、春麗の技は父から教えられたもので、元が春麗の父について何らかの手がかりを持っていることが描写されている。また、「元伝暗殺蹴」は元→春麗の父→春麗へと伝わったと説明されている。なお、アメコミ版の設定では父娘ともに元の弟子とされている。『ストIV』では元と春麗のライバル戦にて、元の勝利メッセージに「あの男の娘だからといって容赦はしない」というものが存在しており、元と春麗の父親に何らかの関係があることが描写されている。また、元のエンディングでは春麗が軍事企業S.I.N社の研究施設に潜入して施設の崩壊に巻き込まれた際には元に助けられている（他のキャラクターのエンディングではその後、ガイルやアベルに助けられている）。
小説『ストリートファイターZERO 春麗』に登場する春麗の叔父の邵逸義（シャオ・イーフェイ）は、春麗の師の一人である。
シャドルー専任捜査官という位置づけから、彼女と同じくベガと敵対するナッシュやガイルとの競演が多く見られる。『ZERO3』のいくつかのエンディングでは、ナッシュと共に戦闘機でシャドルーのアジトに乗り込んでいる。
シャドルーのメンバー・バルログは春麗の美しさを妬んでおり、アニメや漫画でもそれに相当する描写が少なくない。
『ストV』ではシャドルーに誘拐された天才プログラマー少女の丽芬（リーフェン）を救い出すが、身寄りがないため共に暮らすこととなる。
『ストIII 3rd』ではリーフェンを誘拐した秘密結社の幹部・ユリアンと対決することになる。
『ポケットファイター』ではその人気ぶりゆえにモリガンからライバル視されている。一方で『PROJECT X ZONE』ではそのモリガンと一緒にペアユニットとして参戦している。続編となる『PROJECT X ZONE 2:BRAVE NEW WORLD』では『鉄拳』シリーズの凌暁雨とペアユニットを組んでいる。また、『ストリートファイター X 鉄拳』で共演した『鉄拳』シリーズの登場人物である刑事のレイ・ウーロンとは古い同僚。
『CAPCOM VS. SNK』（以下『カプエス』と表記）シリーズ、『頂上決戦 最強ファイターズ SNK VS. CAPCOM』（以下『頂上決戦 最強ファイターズ』と表記）、『SNK VS. CAPCOM 激突カードファイターズ』シリーズ、『SNK VS. CAPCOM SVC CHAOS』（以下『SVC CHAOS』と表記）ではSNKのキャラクターとの関係も描かれている。SNKの代表的なヒロインのひとり・不知火舞からは強くライバル視されている。春麗も舞を意識しており、ふたりの間に舌戦が度々見られる。香港出身の刑事・ホンフゥとは知り合い。
『春麗にまかせチャイナ』（パチスロ）では春麗の友人としてメアリーやレイコ、無名の幼少女が登場している。

## ゲーム上の特徴
スピードと手数で攻めるタイプのキャラクター。足の速さを活かして自分に有利な間合いを取りやすく、しゃがみ中キックなどで牽制しつつ、相手の一瞬の隙に一気に踏み込んで投げに行くような戦い方が可能。空中戦では空中投げ技「龍星落」が象徴的で、特に『ストII』においては有効範囲が非常に広く強力であった。『ストII'』では「流星落」が発動するまでの間合いが狭くなっている。
必殺技よりも通常技の比重が大きく近距離で戦うことを得意とするキャラクターであったが、『ストリートファイターII'ターボ』（以下『ストIIターボ』と表記）で飛び道具の「気功拳」が加わるなど有用な必殺技が追加されていった。『スーパーストリートファイターII X』（以下『スパIIX』と表記）で追加されたスーパーコンボ「千裂脚」は強力な突進技で、特に『スパIIX』では前方に歩きつつボタンひとつで発動できる「歩き千裂脚」が猛威を振るった。『ZERO2』ではしゃがみガードできない「旋円蹴」が使いやすく、また新要素であるオリジナルコンボでは「百裂脚」を出し続けるだけで体力の半分以上を奪う。
『ストIII 3rd』では5人の追加キャラクターの一人として登場。新技のスーパーアーツ「鳳翼扇」が非常に強く、相手の隙に対する反撃はもちろん、主力の牽制技であるしゃがみ中キックがヒットしたのを確認してから比較的容易に「鳳翼扇」に繋げられるため、ゲージがたまった瞬間に地上戦で優位に立てる。各種の通常技も優秀なものが揃っており、プレイヤーからはユン、ケンとともに「3強」に数えられる。さらに近年では職人系プレイヤーのやりこみによって『3rd』最強No.1の名をほしいままにしている。
『ストIV』においては、体力の低さという弱点はあるものの、豊富な特殊技に加え、ダッシュや通常投げの性能に優れるため、セービングアタックと投げが重要なゲームシステムの恩恵を受けやすい。また、相手の飛び道具をすり抜けながら攻撃を決められるウルトラコンボ「鳳扇華」も強力である。

## 技の解説

### 通常技
シリーズ作品毎に記載。

#### IIシリーズ
| 操作     | 立ち（近距離）                                            | 立ち（遠距離）                 | しゃがみ                             | 垂直ジャンプ           | 斜めジャンプ             |
| -------- | --------------------------------------------------------- | ------------------------------ | ------------------------------------ | ---------------------- | ------------------------ |
| 弱パンチ | 肘打（チュウダ） / 平掌打（ヘイショウダ）(※1)             | 平掌打（ヘイショウダ）         | 毒蛇突（ドクジャトツ）               | 落掌打（ラクショウダ） | 鶴嘴拳（カクシケン）     |
| 中パンチ | 顎狙突拳（ガクソトツケン） / 追突拳（ツイトツケン）(※2)   | 追突拳（ツイトツケン）         | 毒蛇突（ドクジャトツ）               | 落掌打（ラクショウダ） | 鶴嘴拳（カクシケン）     |
| 強パンチ | 発勁（ハッケイ）                                          | 開脚突拳（カイキャクトツケン） | 毒蛇突（ドクジャトツ）               | 落掌打（ラクショウダ） | 鶴嘴拳（カクシケン）     |
| 弱キック | 膝打（シツダ） / 中段蹴（チュウダンシュウ）(※2)           | 中段蹴（チュウダンシュウ）     | 前掃腿（ゼンソウタイ）               | 鶴脚打（カクキャクダ） | 飛翔脚（ヒショウキャク） |
| 中キック | 金的蹴（キンテキシュウ） / 中段蹴（チュウダンシュウ）(※2) | 上段蹴（ジョウダンシュウ）     | 低蹴打（テイシュウダ）               | 鶴脚打（カクキャクダ） | 飛翔脚（ヒショウキャク） |
| 強キック | 上段蹴（ジョウダンシュウ） / 天空脚（テンクウキャク）(※3) | 後周脚（ゴシュウキャク）       | 元伝暗殺蹴（ゲンデンアンサツシュウ） | 夏塩蹴（カエンシュウ） | 二起脚（ニキキャク）     |

※1 スーパーファミコン版初代のみ
※2 スーパーファミコン版など移植版
※3 『スーパーストリートファイターII』『スーパーストリートファイターIIX』および『ハイパーストリートファイターII』でのSUPER、SUPERX仕様のみ
- 開脚突拳（遠距離立ち強パンチ）

別名・オーラパンチ。拳にオーラを纏っている。『II』シリーズのみで、他のシリーズ（『ZERO』シリーズ、『III 3rd』など）では顎狙突拳（『II』シリーズでの近距離立ち中パンチと同名）でモーション自体はほぼ同一だがオーラを纏っていない。
- 夏塩蹴（垂直ジャンプ強キック）

相手にヒットさせるとダウンを奪える。

#### ZEROシリーズ
| 操作     | 立ち（近距離）                                                | 立ち（遠距離）                                              | しゃがみ                             | 垂直ジャンプ                                          | 斜めジャンプ                                          |
| -------- | ------------------------------------------------------------- | ----------------------------------------------------------- | ------------------------------------ | ----------------------------------------------------- | ----------------------------------------------------- |
| 弱パンチ | 平掌打（ヘイショウダ）                                        | 平掌打（ヘイショウダ）                                      | 毒蛇突（ドクジャトツ）               | 落掌打（ラクショウダ）                                | 落掌打（ラクショウダ）                                |
| 中パンチ | 発勁（ハッケイ）(※4) / 追突拳（ツイトツケン）(※5)             | 発勁（ハッケイ）(※4) / 追突拳（ツイトツケン）(※5)           | 大蛇突（ダイジャトツ）               | 鶴嘴拳（カクシケン）(※4) / 飛鳥落（ヒチョウラク）(※5) | 鶴嘴拳（カクシケン）(※4) / 飛鳥落（ヒチョウラク）(※5) |
| 強パンチ | 顎狙突拳（ガクソトツケン）(※4) / 発勁（ハッケイ）(※5)         | 顎狙突拳（ガクソトツケン）                                  | 猛蛇突（モウジャトツ）               | 鶴嘴拳（カクシケン）                                  | 鶴嘴拳（カクシケン）                                  |
| 弱キック | 中段蹴（チュウダンシュウ）                                    | 中段蹴（チュウダンシュウ）                                  | 前掃腿（ゼンソウタイ）               | 鶴脚打（カクキャクダ）                                | 飛翔脚（ヒショウキャク）                              |
| 中キック | 上段蹴（ジョウダンシュウ）(※4) / 金的蹴（キンテキシュウ）(※5) | 上段蹴（ジョウダンシュウ）                                  | 低蹴打（テイシュウダ）               | 鶴脚打（カクキャクダ）(※4) / 鶴翼打（カクヨクダ）(※5) | 飛翔脚（ヒショウキャク）                              |
| 強キック | 天空脚（テンクウキャク）                                      | 天空脚（テンクウキャク）(※4) / 後周脚（ゴシュウキャク）(※5) | 元伝暗殺蹴（ゲンデンアンサツシュウ） | 鶴翼打（カクヨクダ）(※4) / 夏塩蹴（カエンシュウ）(※5) | 二起脚（ニキキャク）                                  |

※4 『ZERO2 ALPHA』まで、立ち状態の遠近による区別は無い。
※5 『ZERO3』以降

#### IIIシリーズ
| 操作     | 立ち（近距離）             | 立ち（遠距離）             | しゃがみ                     | 垂直ジャンプ             | 斜めジャンプ               |
| -------- | -------------------------- | -------------------------- | ---------------------------- | ------------------------ | -------------------------- |
| 弱パンチ | 肘打（チュウダ）           | 平掌打（ヘイショウダ）     | 毒蛇突（ドクジャトツ）       | 落掌打（ラクショウダ）   | 鶴嘴拳（カクシケン）       |
| 中パンチ | 虎顎突（コガクトツ）       | 虎顎突（コガクトツ）       | 這蛇突（ゲンジャトツ）       | 落掌打（ラクショウダ）   | 鶴嘴拳（カクシケン）       |
| 強パンチ | 顎狙突拳（ガクソトツケン） | 顎狙突拳（ガクソトツケン） | 虎爪拳（コソウケン）         | 垂突打（スイトツダ）     | 鷹嘴拳（ヨウシケン）       |
| 弱キック | 裏蹴（リシュウ）           | 裏蹴（リシュウ）           | 前掃腿（ゼンソウタイ）       | 鶴脚打（カクキャクダ）   | 飛翔脚（ヒショウキャク）   |
| 中キック | 鶴首脚（カクシュキャク）   | 高旋脚（コウセンキャク）   | 前掃旋腿（ゼンソウセンタイ） | 鶴脚打（カクキャクダ）   | 飛翔脚（ヒショウキャク）   |
| 強キック | 鶴翔膝（カクショウシツ）   | 翼旋脚（ヨクセンキャク）   | 龍顎脚（リュウガクキャク）   | 鶴翼蹴（カクヨクシュウ） | 鷹翔脚（ヨウショウキャク） |

### パーソナルアクション
あくび
文字通り欠伸をし、技後にスタンゲージの回復速度が上昇する。その後はランダムで首を回す動作か、肩を叩く動作、あるいは腰を伸ばす動作が出ることがあり、首を回す動作は次に出す技の攻撃力が上昇、肩を叩く動作は防御力が上昇、腰を伸ばす動作は攻撃力&防御力上昇効果がある。なおこれらは自分で意図的には出すことができない。またスタンゲージ回復速度と防御力上昇は同ラウンド中は効果が持続し、最大3回まで効果を蓄積することが可能となっている。

### Vシステム
鸞脚〔らんきゃく〕 [VスキルI]
膝を突き出しつつ斜め前方に跳び上がる。通常ジャンプよりも軌道が低く、従来よりも有利なジャンプ攻撃が可能。
飛び上がり時に攻撃判定があるため、連続技に組み込むことも可能。
双睛脚〔そうせいきゃく〕
『ストV』のシーズン4で追加された技。「鸞脚」から上方向への飛び蹴りを放つ。ヒット後は「百裂脚」などで追撃が可能。
覇山蹴〔はざんしゅう〕 [VスキルII]
『ストIII 3rd』や『ストIV』での技で、前方に飛びつつスピンしてから着地ざまの開脚蹴り。
レバーで飛距離の調整が可能。後述の必殺技版と異なり上段判定。
錬気功〔れんきこう〕 [VトリガーI]
両手に気功を生成し、攻撃性能を向上させる。発動中は中と強による通常技と特殊技が多段ヒットするようになる他、「気功拳」の射程制限が無くなる。
気功掌〔きこうしょう〕 [VトリガーII]
構えを取り、目の前に多段ヒットする気功の塊を放つ。ボタンホールドでヒット数が上昇し、ヒット後は吹き飛んだ相手に特定の必殺技で追撃ができる。
双発勁〔そうはっけい〕 [Vリバーサル]
両掌による発勁で反撃する。特殊技の「発勁」と違い片掌を下に向け、もう片掌を横に向ける特殊な型。

### 投げ技
虎襲倒〔こしゅうとう〕
相手の襟元をつかみ、地面に叩きつける。見た目は柔道の朽木倒しに近い。
龍星落〔りゅうせいらく〕
空中で相手の襟元をつかみ、地面に投げつける。かなり間合いが広い。なお、タイミングが合えば、ガイルの「サマーソルトキック」を投げることも可能である。『ストII』では投げ間合いがかなり広かったが、シリーズが進むにつれて間合いが狭まった。見た目は空中で「虎襲倒」を繰り出すような技。
『ZERO2』では、襟元をつかむ行動と投げ技は別行動となり時間差が生じる。投げるタイミングが空中の時と着地してからの時では攻撃力が違う。
『ストV』では空中で相手を掴むと相手とともに落下し地面に叩きつける動作になった。
虎襲打〔こしゅうだ〕
『ストリートファイターEX』（以下『EX』と表記）シリーズにおける通常投げで、掴んだ相手に拳による連撃を決めて吹っ飛ばす。
鶴脚倒〔かくきゃくとう〕
初代『カプエス』および『PRO』のみの技で、つかんだ相手に蹴りを決める。
麒麟襲〔きりんしゅう〕
『カプエス2』と『ストIV』の技。『カプエス2』では、つかんだ相手に膝蹴りの後蹴り上げる。
なお、『NAMCO x CAPCOM』では『ストIII 3rd』には無いオリジナルの「ターゲットコンボ」として、このときと同じ膝蹴り → 蹴り上げの流れが使用されている。
『ストIV』では、突き上げ掌底→背後に回り込んで肘打ち→後頭部へのハイキックの三連撃となっている。
転身鷲蹴〔てんしんしゅうしゅう〕
『ストV』で使用する後方投げ。相手の頭を掴んで上から背後に回り込み、相手の背中または後頭部に蹴りを放つ。

### 特殊技
鷹爪脚〔ようそうきゃく〕
上空から相手の頭上を踵から踏みつける技。当てた後は前に跳び、再度ジャンプ攻撃（斜めのみ）を出せる。画面端に近い時は後ろに跳ねる。
『ZERO』シリーズでは、地上・空中でも多段ヒットするようになり、さらにダウンを奪える。
『EX』シリーズでは技の構えが少し異なる。
『ストIII 3rd』および『CAPCOM FIGHTING Jam』（以下『CFJ』と表記）では技の構えがユンとヤンの「雷撃蹴」と全く同じで、こちらは画面手前の脚で踏みつける（他のシリーズでは奥の足で踏みつける）。
後方回転脚〔こうほうかいてんきゃく〕
『ストリートファイターII'』（以下『ストII'』と表記）で追加された技。相手を蹴り上げて、後方回転する技。『ストII'』では相手の近くで横方向にレバーを入れながら中キックボタンで発動する。
鶴脚落〔かくきゃくらく〕
『ストII'』で追加された技で、相手の目前から背後に回り込むように空中を飛んで、膝蹴り（『V』では飛翔脚）を見舞う。『ストII'』では相手の近くで横方向にレバーを入れながら強キックボタンで発動する『ZERO2』では、攻撃判定の位置は低めに出ているが、しゃがみガードは不能。
『ストII』のロケテスト段階では類似技の「背中蹴り」が存在していたが、あまりにも強く調整する時間もなかったため没になっている。
双掌打〔そうしょうだ〕
『ストEX』シリーズでの技。両拳で突きを放つ。
転身鷲脚〔てんしんしゅうきゃく〕
『ストIII 3rd』で追加された技で、「鶴脚落」の改良版。ドロップキックのように両足を揃えて蹴る技。
『ストV』では通常投げに変更された。
零式気功掌〔ぜろしききこうしょう〕
マーヴルVS.シリーズでの技。後述の「気功掌」の廉価版で、同技の『ZERO』シリーズでのモーションで攻撃する。
翼旋脚〔よくせんきゃく〕
『ストIII 3rd』で追加された技。通常は遠距離立ち強キックであるがレバー入力により近距離でも出せる。こちらのバージョンでは『スパII X』のガイルのローリングソバットのように前に移動しつつ技を出せる。瞬時に空中判定となり、相手の投げを回避できる。
双連掌〔そうれんしょう〕
『ストIII 3rd』で追加された技で2ヒットする。
尖杖蹴〔せんじょうしゅう〕
『ストIII 3rd』で追加された技。前へ踏み込みながら蹴りを放つ。
鶴首落脚〔かくしゅらくきゃく〕
『ストIII 3rd』で追加された技。
「鶴首脚」（近距離中キック）からの長押しで派生し、返しの踵で顔面往復ビンタを行う。
旋円蹴〔せんえんしゅう〕
『ストV』で使用する。倒立した後に前方宙返りで踵落としを当てる。『ZERO』シリーズでは必殺技。
垂突打〔すいとつだ〕
『ストIII 3rd』で追加された技。通常は垂直ジャンプ強パンチであるがレバー入力により斜めジャンプでも出せる。ジャンプ中に出す技で下方向に判定が強い。
発勁〔はっけい〕
従来シリーズでは通常技（近距離立ち強パンチ）だが、『ストIII 3rd』、『ウルトラストリートファイターIV』（以下『ウルIV』と表記）のオメガエディション、『ストリートファイターV』では特殊技となっている。また、『ウルIV』のオメガエディションでは飛び道具を打ち消すことが可能。
飛燕蹴〔ひえんしゅう〕
『ウルIV』オメガエディションで使用する。足を下に突き出し急降下蹴りを繰り出す。ユンやヤンの「雷撃蹴」に近い動作だが前方ジャンプ中しか発動できず、弱攻撃であるため相手に当てた位置が高いとのけぞりが短く反撃を食らいやすい。『EX』では内容の違う必殺技として使用。
三角跳び（壁反蹴）
ジャンプ中に画面端の壁を蹴り、もう一度ジャンプする。画面端の無い『EX』シリーズを除き、どの作品でも可能。
空中ダッシュ
マーヴルVS.シリーズでのみ可能。空中を滑るように前方ダッシュする。
2段ジャンプ / 3段ジャンプ
マーヴルVS.シリーズでのみ可能。空中に浮いた状態からさらに2回までジャンプできる。

### ターゲットコンボ
斜めジャンプ強パンチ→強パンチ
別名は鷹嘴連拳〔ようしれんけん〕。鷹嘴拳（斜めジャンプ強パンチ）から翻っての裏拳。『ストIII 3rd』で初登場し、以降は「鷹嘴拳」の名称で『CFJ』や『ストIV』などで使用されている。
（近距離で）中パンチ→中パンチ
近距離中パンチ→遠距離中パンチの連撃。『ウルIV』のオメガエディションで使用。

### 必殺技
百裂脚〔ひゃくれつきゃく〕（別名：百裂キック） / 空中百裂脚
片脚立ちの体勢から素早い蹴りの連打を繰り出す。足の先端が闘気で輝き、上段、中段、下段と至近距離の全方向にハイキックを放つ。ボタン連打を続ければ連続蹴りは持続する。『ZERO』シリーズでは単発の威力が落ちた代わりに連続ヒットするなど、シリーズによって性能の差異が大きい。
ボタンによる差異は蹴りの速度と持続時間。弱は少々のボタン連打で出るが遅く、強はかなりの高速連打を必要とする代わりに速い。ただし、このボタン連打の必要条件は『ストII'』以降は大幅に緩和（少ないボタン連打で発動する）されている。技を出している間は足の部分が無敵となる。
『ウルIV』のオメガエディションでのEX版はヒットすると最後に蹴り上げる。
『ストV』ではコマンド技になったことで格段に出しやすくなった（従来のコマンドでも出せる）。従来作とは異なりヒット数は固定。
『マーヴルVS.』シリーズでは空中でも出すことが可能。
空中百裂脚
『ストV』では「空中百裂脚」として独立する。
スピニングバードキック / 回転的鶴脚蹴〔かいてんてきかくきゃくしゅう〕
頭を下にした状態で開脚し、回転しつつ一定距離を飛ぶ。弱・中・強の違いは飛行距離で、弱は短く、強は長い。『ストII』シリーズなどではその場で垂直に倒立してから回転・前進するが、『ストIII 3rd』や『カプエス2』、『SVC CHAOS』、『CFJ』では地上で放つ場合、前方に飛び込みつつ身体を捻って蹴りを繰り出す。
キャラクターの持つ技としては両足で敵を連続して蹴る攻撃。名前の由来は鶴が空を華麗に舞うように見えることから。
当初は性能が低かったが、シリーズを追うごとにモーションの高速化や無敵時間の増加などの微調整が加えられている。『ストII'』からはスピードがアップした。そして上昇、下降中にも無敵時間がついた。『ストIIターボ』以降は空中でも出せるようになり、初代『カプエス』および『PRO』のEX版も同様に可能。
『ZERO』シリーズではこの技を会得していない設定（代わりに下記の「旋円蹴」が存在する）のため、『ZERO3』のX-ISMでのみ使用できる。
『ストIII 3rd』『ストIV』『ストV』ではEX必殺技版のみ、その場で回転し続けるものとなっている。
気功拳〔きこうけん〕
『ストIIターボ』から実装された技。気功により高めたエネルギーを掌に集め、相手にぶつける飛び道具。『ZERO2』では、気弾が放たれた直後に威力が若干高い瞬間がある。キャラカラーによって気弾の色も変わっている。『ストIIターボ』、『ZERO』、『ZERO2（ALPHA）』を除き、飛距離に制限がある。作品によりコマンドや技自体の性能など各点の差異が多く、特に技のモーションに関しては『ストII』シリーズでは両手で、『ストIII 3rd』では左手で放ち、『ストIV』シリーズではボタンの強弱によって上記2つの動作に加え、右手で撃つモーションも存在する。
双発剄〔そうはっけい〕
『ZERO3』のX-ISMでのみの技。「気功拳」の動作で掌底を叩き込む。技後の隙が大きいものの、発生が早く威力も高いため連続技に組み込める。そのため、X-ISM春麗の要になる技である。
天昇脚〔てんしょうきゃく〕
『スパIIX』から使用。頭上へ向けて蹴り上げ、上昇しながら連続回し蹴りを繰り出す対空技。『ZERO』シリーズからは攻撃判定などが強化され、使い勝手が大幅に向上した。弱だと1回のヒットだが、中と強では空中での連続ヒットがある。『ストIV』では特定の技からの連係でのみ使用できる特殊技扱いになっている。一部の作品では名前が「天翔脚」になっている。
鳳翼脚〔ほうよくきゃく〕
『ウルIV』オメガエディションで使用する。片足の二連続蹴りからサマーソルトキックの連撃を行う。
鳳翼扇〔ほうよくせん〕
「鳳翼脚」のEX版でEXゲージ2ブロックを消費する。ヒット数は片足、片足、蹴り上げで3+3+1。
飛翔脚〔ひしょうきゃく〕
『ポケットファイター』での技。「スピニングバードキック」のモーションで「天昇脚」のように飛び上がる。ゲージを溜めて繰り出すマイティコンボ（他シリーズのEX技に相当）では「覇山飛翔脚」に変化する。なお、通常技のジャンプ弱および中キックの名前も「飛翔脚」といい、『NAMCO x CAPCOM』で使用する「飛翔脚」もこの通常技の方である。
旋円蹴〔せんえんしゅう〕
『ZERO』シリーズなどでの技。倒立した後に前方宙返りで踵落としを当てる（要するに浴びせ蹴り）。ストーリー上では「スピニングバードキック」の原型（倒立する所までは動作が同じ）とされている。倒立モーションに無敵時間があり、前後の隙も少なく下段ガード不能と高性能な技である。『EX』シリーズではガードブレイクまたはハードアタック技に、『ストV』では特殊技になっている。
覇山蹴〔はざんしゅう〕
『ストIII 3rd』や『ストIV』での技で、前方に飛びつつスピンしてから着地ざまの開脚蹴り。「旋円蹴」と同様に下段ガード不能。
『ウルIV』のオメガエディションでのEX版は「天星乱華」同様の性能になる。
飛燕蹴〔ひえんしゅう〕
『EX』シリーズでの技。宙返りからの飛び込みキック。
転身円舞〔てんしんえんぶ〕
『SVC CHAOS』のみの技。掴んだ相手を乗り越えて背後に回るコマンド投げで、ユンとヤンの「前方転身」に類似している。
ゴメンネ!
『ZERO』シリーズの挑発に攻撃判定がついており、後発の一部シリーズで正式な技へと昇格した。『ポケットファイター』では挑発扱いだったがゴメンネ！でKOするとマイティコンボでKOした時と同じエフェクトが流れる。『EX』シリーズ（『EX2』以降）では必殺技となっており、豪鬼の「瞬獄殺」と同じコマンドで出すことができる。『SNK VS. CAPCOM 激突カードファイターズ』の初代、2、トレーディングカードゲームでは『チュンリー（Z）』の能力、DS版では『ZERO』春麗のイラストのあるアクションカードの能力として使用可能。
なお『ZERO』シリーズの挑発は1ラウンド中1回しか使うことができず、ヒットさせても1ドットしか減らない。『ポケットファイター』では16回まで使用可能だが、対戦相手がフェリシアの時のみゴメンネ！が猫じゃらしであやす当たり判定のない挑発に変わる。

### スーパーコンボ / スーパーアーツ
千裂脚〔せんれつきゃく〕（別名：サウザンドバースト）
真横へ突進しながら数発の蹴りを叩き込み、「百裂脚」で締める。ヒット後、吹き飛んだ相手に「天昇脚」や「覇山天昇脚」で追撃が可能。
マーヴルVS.シリーズでは「百裂脚」のモーションで一定距離を突進し、最後に回し蹴りで吹き飛ばす技となっている。
『ストIV』では前方へ大きく踏み込んでの回し蹴りから「百裂脚」を繰り出し、最後に蹴り飛ばす。『ストクロ』ではそこから宙返りしつつの両足蹴りが加わる。
鳳扇華〔ほうせんか〕
『ストIV』におけるウルトラコンボ。「千裂脚」の改良版。前方に高速移動し、「千裂脚」のような連続蹴りを放った後、相手を蹴り上げる。ヒット時はそこからさらに「スピニングバードキック」の体勢（『ポケットファイター』版の「飛翔脚」）で垂直に飛び上がって追撃を入れ、最後に両足蹴りで相手を蹴り上げる。蹴り上げ後に垂直上昇「スピニングバードキック」の追撃を行うことを除けば、後述する「鳳翼扇」によく似ているが、最初に後ろ蹴りを放つ点と、片足のみで連続蹴りを行う点で異なっている。また、ガードされたり空振りした際には蹴り上げの後に低い（攻撃判定はない）サマーソルトキックを行う。
『PROJECT X ZONE』では、モリガンと共に繰り出すサポートアタック「鳳扇華&Dイリュージョン」として使用。相手を挟み込むように、モリガンは分身をしない単独での「ダークネスイリュージョン」、春麗は反対側から「鳳扇華」で攻撃する。
覇山天昇脚〔はざんてんしょうきゃく〕
『ZERO』シリーズおよび『EX』シリーズ（『EX2』以降）での技で、「天昇脚」の強化版。「天昇脚」よりも飛び上がる高度と速さとヒット数が増加している。
覇山飛翔脚〔はざんひしょうきゃく〕
『ポケットファイター』の技で、「飛翔脚」の強化版。モーションが異なること以外は『覇山天昇脚』とほぼ同じ性質を持つ。
気功掌〔きこうしょう〕
- SA1（『ストIII 3rd』） ストック数 (3rd-1) ゲージの長さ（88 単位：ドット、以下同）

『ZERO』シリーズからの技。構えを取った後、目の前に多段ヒットする気功の塊を放つ。「気功拳」よりも射程は短いが、威力は高い。飛び道具を消す効果もあるが足元に攻撃判定が出ていない。使用したレベルが高い時は、気功の塊に衝撃波が加わり射程距離が多少広くなる。マーヴルVS.シリーズなどでは自身を包み込むほど巨大な球状をした派手なものとなっている。『ストIII 3rd』でも大きな球状の気を放つが、同作では技後に自身の体勢が崩れるような演出がある。
『EX』シリーズ（『EX2』以降）では、スーパーコンボゲージ3つを消費して発動する「気功掌・極」〔きこうしょう・ごく〕（『EX2 PLUS』以降はメテオコンボ扱い）もある。
ほかに開発中止となった『CAPCOM FIGHTING ALL STARS』ではドラマチックフィニッシュ技に「激・気功掌」〔げき・きこうしょう〕という技があったが、技名以外の詳細は不明。
『ストIV』では使用することができないが、アーケードモード内のオープニングアニメーションで、突っ込んでくる車を制止するために放つシーンが存在する。また『スパIV』ではウルトラコンボIIとして使用する。
鳳翼扇〔ほうよくせん〕
- SA2（『ストIII 3rd』） ストック数 (3rd-2) ゲージの長さ (104)

『ストIII 3rd』以降の技で、左右の「百烈脚」（各8ヒット）からさらに蹴り上げる「千裂脚」の改良版。ヒット後は空中追撃が可能。コマンド完成から攻撃が出るまでが早く、1発目で突進する距離が非常に長い。
『ストV』では初段ヒットで相手をロックし、回し蹴り→「百烈脚」（35ヒット）→「天空脚」の内容となっており、ガードまたは空振りすると上と同じ動きになる。
『NAMCO x CAPCOM』では必殺技として使用しているほか、キャミィとタッグを組んだ後は技後にキャミィの「キラービーアサルト」による追加攻撃が発動するようになる。
天星乱華〔てんせいらんか〕
- SA3（『ストIII 3rd』） ストック数 (3rd-3) ゲージの長さ (72)

『ストIII 3rd』でのみ使用。縦に飛び着地する「覇山蹴」の強化版。飛び上がる時にも攻撃判定がある。
七星閃空脚〔しちせいせんくうきゃく〕
『MARVEL VS. CAPCOM』と『頂上決戦 最強ファイターズ』、『タツノコ VS. CAPCOM』でのみ使用する。空中から突進してすれ違いざまに飛び蹴りを決める。ヒット時は画面が黒く暗転し、「七星閃空脚」の文字が煌く劇画調の演出が入る。『タツノコ VS. CAPCOM』ではヒットさせると背景と「七星閃空脚」の文字が黄金に輝き、画面中央で北斗七星が煌くという派手な演出となっている。また同作ではLv3専用ハイパーコンボ扱いである。
『PROJECT X ZONE』ではモリガンと共に放つ必殺技「七星閃空脚&Dイリュージョン」として使用。モリガンが「ダークネスイリュージョン」で打ち上げた相手に、春麗が本技で追加攻撃を加える演出になっている。
七星乱華〔しちせいらんか〕
『MARVEL VS. CAPCOM 3』で追加されたLv3専用ハイパーコンボ。「天星乱華」に似ているが、こちらは「スピニングバードキック」で斜め上に飛び上がり、ヒット時は「天昇脚」を連続で繰り出してから「覇山蹴」で着地し、巨大な衝撃波を叩きつける。
スピニングホーネットキック
初代『カプエス』および『PRO』のEX、『ULTIMATE MARVEL VS. CAPCOM 3』のみの技。その場で回転する「スピニングバードキック」の強化版で、先述の『ストIII 3rd』でのEX版「スピニングバードキック」に類似している。
『ULTIMATE MARVEL VS. CAPCOM 3』では通常の必殺技として実装。「スピニングバードキック」を出す際に真下に長くタメを入れるとこの技に変化する。
輪海嘯〔りんかいしょう〕
『ポケットファイター』のマイティコンボ。春麗がホイッスルを吹くと同時に上空から信号機が付いた台が落下。落ちてきた台に飛び乗った後、交通整理の要領で自転車に乗った人たちを呼び寄せ、敵めがけて突進させる技。発動時に落ちてくる台には攻撃判定があり、ヒットすると必ず相手を気絶させる効果があるため、その後の自転車攻撃を確実に当てることができる。

### クリティカルアーツ
蒼天乱華〔そうてんらんか〕
回し蹴りを放ち、ヒットすると手刀からの「天空脚」で相手を浮かせて連続パンチで追撃。最後に「覇山蹴」を放って地面に叩きつける。
自身の体力が4分の1以下の場合は、フィニッシュが「七星閃空脚」のような飛び蹴りに変化する。

## バリエーション

### シャドウレディ
『MARVEL VS. CAPCOM』では、春麗のエンディングでシャドルーに春麗が捕まり、シャドウ（前作『マーヴル・スーパーヒーローズ VS. ストリートファイター』で改造されたナッシュ）に救出されるというエンディングが存在する。この流れを受け、同作では通常の春麗とは別に、隠しキャラクターとしてシャドルーに肉体改造された春麗である「シャドウレディ」が登場している。シャドウと同様に黒ずんだ姿となっており、彼と同じくシャドルーに敵対して正義の味方として戦う。そのエンディングでは、シャドルーに襲撃され瀕死となったジン・サオトメ（『サイバーボッツ』のキャラクター）をシャドウと共に救出し、同じく改造人間として復活させている。
なお、続編の『MARVEL VS. CAPCOM 2』では、ナッシュ同様に通常の春麗のみが登場し、シャドウレディは登場していない。
通常の春麗とは異なり、ビームやミサイルなどの兵器を中心とした技を使用する。また、同作の春麗と同様に空中ダッシュや3段ジャンプも使えるが、空中ダッシュには高度制限がなくなり、地表付近の低い位置でも使用可能となっている。
『ストV』では期間限定のエクストラバトルで登場。低空空中ダッシュ後、ジャンプ強キックからのエリアルレイヴを頻繁に決めてくる。技は「ミラクルドリル」や「レインボーミサイル」、「プラズマバリアー」、「ファイナルミッション」など『MARVEL VS. CAPCOM』と同様の技を使うほか、同作では使用していない「七星閃空脚」も使用する。
『ストV』の公式サイト「シャドルー格闘家研究所」の「キャラ図鑑」のイラストでは、本来の春麗と髪型がわずかに違っている。

#### 必殺技
ミラクルドリル
「気功拳」と同じモーションで、手からドリルを出して前方に突き出す。
レインボーミサイル
お辞儀をしてミサイルを3本発射する。発射されたミサイルは相手をホーミング（追跡）する。
プラズマバリアー
防御の構えを取り、身体の周囲に電撃を放出する。
インフィニティレッグ
「百裂脚」と同様の連続キック技。
スカイカウンタークラッシュ
「旋円蹴」と同様の中段技。

#### ハイパーコンボ
ビッグバンレーザー
「気功掌」と同様の構えで、前方に真っ直ぐな特大ビームを放出する。
ギャラクシーミサイル
「レインボーミサイル」の強化版。大量のホーミングミサイルを放出する。
ファイナルミッション
相手に向かって前進して蹴り上げる。ヒットした場合は相手に連続攻撃を叩き込み、最後に爆発させる。前作でシャドウが使用した同名の技とほぼ同じ内容。

## 他のメディアでの春麗
当初はシリーズ唯一の女性キャラクターであったため、神崎将臣の漫画『ストリートファイターII-RYU』をはじめとした二次作品では主人公であるリュウとの間にラブコメが描かれることがあった。多くは思いを寄せる春麗に対し、恋愛沙汰に鈍感なリュウが気付かないという図式である。中平正彦の漫画『さくらがんばる!』では、さくらからリュウとの関係を恋人かとたずねられ激しく動揺している。本編でこのような関係が描かれることはなく、『ストIII 3rd』では互いに古くからの友人として言葉を交わしている。ドラマCD『ストリートファイターZERO 外伝 〜春麗旅立ちの章〜』では2人が夜眠れなくて話をしている時に、ゴウケンとの繋がりのある老人から2人の仲を茶化されている。ラストバトルではリュウと共に闘うシーンもある。
漫画・アニメなどのメディアミックスにおいてはいわゆる「お色気担当」として、数々のサービスカットが盛り込まれる。
- アニメ映画『ストリートファイターII MOVIE』ではシャワーシーンが存在する。また、バルログの鉤爪に服を引き裂かれるシーンがある。序盤は押されるが、自身の血を見て冷静さを取り戻し、反撃を開始。バルログの素顔を踏みつけ、連続蹴りで怯ませ、最後は百裂脚で自身のマンションから突き落とした。しかし本人も意識不明の重体になってしまうが、終盤で回復した（その際、死んだふりをしてガイルを驚かせた）。
特典で同作品が収録されているPS2ゲーム『ハイパーストリートファイターII』では、シャワーシーンはカットされている。
- テレビアニメ『ストリートファイターII V』ではベガに服を剥がれ、その様をビデオに収めるなどという描写がある。
- 神崎将臣の漫画『ストリートファイターII-RYU』では、バルログとの戦闘で服を引き裂かれ、胸が露出する。
ただし、当時の単行本では修正された。

ラブコメがほとんど描かれていない作品も存在する。
- 『ストリートファイターII〜よみがえる藤原京〜』では博覧会のパビリオンアニメのため、ケンに次いでの藤原京についての歴史の解説者となっている。
- 橋口隆志の4コマ漫画『ストII爆笑!!4コマギャグ外伝』では何かと突っ込み役に回ることが多く、キャミィを「小娘」呼ばわりするなど敵対心を持っていたり、「普通の女の子に戻りたい」が口癖ながら、血気盛んで怒りっぽい性格や腕輪を外し忘れたりするために戻れないでいるといった描写がなされている。
- 実写映画『ストリートファイター』ではベガが父の敵という設定はゲーム版と同じだが、春麗自体のプロフィールが異なっている（詳細はリンク先を参照）。
- ウドンエンターテーメント『ストリートファイターコミックス』はほとんど捜査関連もの。
- 伊藤真美の漫画『SUPER STREET FIGHTHRII X 外伝』の「刺客!!」の前編と後編。前後編以上の長編漫画作品では数少ない春麗が単一主人公の作品。主な登場人物がイライザとシャドルーに関連したオリジナルキャラクターの捜査関連もの。
- 実写映画『ストリートファイター ザ・レジェンド・オブ・チュンリー』ではベガが父の敵という設定は同じだが、父・シアンの職業が刑事ではない、母・ジーンが欧米人、春麗の職業がピアニストと、春麗自体のプロフィールが異なっている。
- 『モンスターストライク』では通常と進化時の属性は「水」設定である[29]。

ほとんどの作品で春麗の父親は失踪したか死亡している。以下はそれ以外の設定。
- アニメ『ストリートファイターII V』では生存している。同作では銅昴（ドウライ）の名で登場しており、フェイロンを弟子に持つ。声優は納谷六朗。
- ドラマCD『ストリートファイターZERO 外伝 〜春麗旅立ちの章〜』では介臣（カイシン[30]）という名前で、序盤は生存しているが後半では行方不明となっている。声優は大塚芳忠。この作品では春麗がカンフーをすることに反対しており、春麗は元格闘家の祖父のもとで武道の腕を磨いている。また、介臣はゴウケンと友人でライバルという設定で、この繋がりがきっかけに父を探す春麗が日本のゴウケンのいる寺に向かった時に隆と出会う。この日本で介臣が春麗の母と出会っているエピソードもある。

## 春麗に扮した有名人
春麗役として登場したもののみを記載し、単なるコスプレのみは除外する。
- 水野美紀（SFC ストリートファイターII、ターボ CM）[31]
- シンシア・カーン（映画『super lady cop 超級女警』1992年、香港）
※ワンシーンでゲームキャラに扮し戦うシーンと実際のゲーム画面が挿入されているが無許可だったことから市販ソフトでは削除されている。
- ジャッキー・チェン（映画『シティーハンター』1993年、香港）
- 宮前真樹（春麗のテーマソング『夢へのポジション』唄・ジャケット）
- 伊藤里絵
- ミンナ・ウェン（映画『ストリートファイター』 CHUN-LI ZANG 役）
- ともさかりえ（テレビ番組『第34回新春かくし芸大会』（1997年）内の出し物『ストリートファイター 炎の戦い』 春麗 役）
- クリスティン・クルック（映画『ストリートファイター ザ・レジェンド・オブ・チュンリー』〈2009年〉 春麗役）

## 声優
初代『ストリートファイターII』から『II' ターボ』までの声はカプコンの女性社員2人による混合となっており、エドモンド本田のキャラクターデザインを担当した女性スタッフと、劇団経験者の女性社員が声を当てている。
格闘ゲームでの担当声優
- 宮村優子（拳聖土竜、ストリートファイターZEROシリーズ、ストリートファイターEXシリーズ、VSシリーズ、スーパーパズルファイターIIX、ポケットファイター、春麗にまかせチャイナ）
- 豊田望有妃（スーパーストリートファイターII、スーパーストリートファイターII X）
- 田中敦子（ストリートファイターIII 3rd Strike、NAMCO×CAPCOM 他）
- 根谷美智子（CAPCOM VS. SNKシリーズ）
- 実川麻里（SNK VS. CAPCOM SVC CHAOS）
- 折笠富美子（『ストリートファイターIV』以降の関連作品）
- アシュリー・バーチ（『マーベル VS. カプコン:インフィニット』）

その他の関連作品での担当声優
- 富沢美智恵（ストリートファイターII〜よみがえる藤原京〜 ロマントピア藤原京'95）
- 冬馬由美（ドラマCD『春麗飛翔伝説』など、OVA『ストリートファイターZERO』）
- 横山智佐（テレビアニメ『ストリートファイターII V』、CDドラマ『ストリートファイターZERO外伝』）
- 藤谷美紀（アニメ映画『ストリートファイターII MOVIE』）
- 沢海陽子（実写映画『ストリートファイター』日本語吹き替えテレビ版）
- 深見梨加（実写映画『ストリートファイター』日本語吹き替えソフト版）
- 仲里依紗（実写映画『ストリートファイター ザ レジェンド オブ チュンリー』日本語吹き替え）

## 登場作品
- ストリートファイターII シリーズ
- ストリートファイターZERO シリーズ
- ストリートファイターIII 3rd STRIKE
- ストリートファイターIV シリーズ
- ストリートファイターV
- ストリートファイターEX シリーズ
- ストリートファイター ザ・ムービー
- ストリートファイター リアルバトル オン フィルム
- ストリートファイター X 鉄拳
- MARVEL VS.シリーズ
  - X-MEN VS. STREET FIGHTER
  - MARVEL SUPER HEROES VS. STREET FIGHTER
  - MARVEL VS. CAPCOM CLASH OF SUPER HEROES
  - MARVEL VS. CAPCOM 2 NEW AGE OF HEROES
  - MARVEL VS. CAPCOM 3 Fate of Two Worlds
  - マーベル VS. カプコン:インフィニット
- CAPCOM VS. SNK シリーズ
  - CAPCOM VS. SNK MILLENNIUM FIGHT 2000
  - CAPCOM VS. SNK MILLENNIUM FIGHT 2000 PRO
  - CAPCOM VS. SNK 2 MILLIONAIRE FIGHTING 2001
- SNK VS. CAPCOM 激突カードファイターズ シリーズ（カードゲーム 「トレーディングカードゲーム」版も含む）
- 頂上決戦 最強ファイターズ SNK VS. CAPCOM
- SNK VS. CAPCOM SVC CHAOS
- CAPCOM FIGHTING Jam
- タツノコ VS. CAPCOMシリーズ
  - タツノコ VS. CAPCOM CROSS GENERATION OF HEROES
  - TATSUNOKO VS. CAPCOM ULTIMATE ALL-STARS
- NAMCO x CAPCOM（シミュレーションRPG）
- PROJECT X ZONE（シミュレーションロールプレイングゲーム）
- PROJECT X ZONE 2:BRAVE NEW WORLD（シミュレーションロールプレイングゲーム）
- スーパーパズルファイターIIX（落ち物パズル）
- ポケットファイター
- アドベンチャークイズ カプコンワールド2（クイズゲーム）
- 拳聖土竜（モグラ叩き）
- 対戦ネットギミック カプコン&彩京オールスターズ（麻雀）
- FEVER4 SANKYO公式パチンコシミュレーション（パチンコ）
- TYPING FIGHTERII（タイピングゲーム）
- TYPINGFIGHTERII Plus
- ストリートファイター オンライン マウスジェネレーション
- 春麗にまかせチャイナ（スロット）
- 鬼武者Soul
- モンスターストライク[38]※プレミアムガチャによる登場[29]
- Street Fighter X Mega Man
- グランブルーファンタジー
- ヴァルキリーコネクト
- ＃コンパス 戦闘摂理解析システム
- TEPPEN[39]
- フォートナイト

### ゲスト出演
- ストリートファイターIII（および2nd Impact） - 日本、温泉旅館のステージに『エイリアンVSプレデター』のリン・クロサワと『ヴァンパイア』シリーズのフェリシアと共に温泉に浸かっている[40]。
- ファイナルファイト2 - 背景でラーメンを食べている。
- マッスルボマー - 背景で試合を観戦している。
- ブレス オブ ファイア 竜の戦士 - 闇の町で条件を満たすと、百裂キックを繰り出す春麗を目撃できる。また、別の条件で『ストII』の2Pカラーの春麗も出現する。
- 新 鬼武者 DAWN OF DREAMS - 条件を満たすとお初のコスチュームとして春麗の衣装が登場する。なお、後の『タツノコ VS. CAPCOM』では灰燼の蒼鬼（結城秀康）が勝利画面でこのことに言及し、「その服が流行っているのか」と訊ねる。
- WE LOVE GOLF! - 条件を満たすとカオルのコスチュームとして春麗の衣装が登場する。
- ロックマン9 野望の復活!! - オープニングでニュースキャスターとして登場している。
- ガンスリンガー ストラトス2 - 片桐鏡華のコスチュームとして春麗の衣装が登場する。
- 大乱闘スマッシュブラザーズ SPECIAL - スピリットとして登場。『ストII』仕様と『ZERO』仕様の2種類が存在する。

## その他
- アスペクト『サイバーボッツ公式ガイドブック〜連合軍極秘ファイル〜』のインタビューにて、このゲームの前作品であるアクションゲーム『パワード ギア』アーケード版のテストモードにロボットサイズの春麗がいることをスタッフが語っている。
- 『カプコンファイティングオールスターズ』への登場が決定したが、ゲーム自体が発売中止になった[41]。
- 『ストV』の開発途中のトレーラーで「ホウエンブ」という空中で回転蹴りを放つ技があったが、製品版では削除されている。
- 『Red Bull BC One World Final 2016（レッドブル・ビーシー・ワン・ワールド・ファイナル2016）』でのキャンペーン専用DLコスチューム「B-GIRLコスチューム春麗」が、『ストV』の公式サイト「シャドルー格闘家研究所」の「キャラ図鑑」にて個人プロフィールが紹介された[42]。
- 2018年にニッキー・ミナージュがアルバム『クイーン』の先行シングルとして、春麗に触発された曲名の[43]「チュン・リー」という楽曲を発表し、Billboard Hot 100で最高10位を記録した[44]。